# Eupithecia cercina
Eupithecia cercina är en fjärilsart som beskrevs av Druce 1893. Eupithecia cercina ingår i släktet Eupithecia och familjen mätare. Inga underarter finns listade i Catalogue of Life.